# 赫蘇斯梅嫩德斯
赫蘇斯梅嫩德斯是古巴的城鎮，属拉斯圖納斯省，面積638平方公里，海拔高度5米，2004年人口51,002，人口密度為每平方公里79.9人。